# Chage and Aska
Chage and Aska (Eigenschreibweise CHAGE and ASKA), früher Chage&Asuka (チャゲ&飛鳥, 1979–1988), Chage&Asuka (in lateinischen Buchstaben, 1989–1990) und Chage&Aska (1990–2000), sind ein 1979 auf Vorschlag der Yamaha Music Foundation gegründetes japanisches J-Pop-Duo bestehend aus den Sängern Chage (früher: チャゲ; bürgerlich: Shūji Shibata (柴田 秀之, Shibata Shūji)) und Aska (früher: Ryō Asuka (飛鳥 涼, Asuka Ryō); bürgerlich: Shigeaki Miyazaki (宮﨑 重明, Miyazaki Shigeaki)), die beide 1958 in Fukuoka geboren wurden.
Chage and Aska sind mit 31 Millionen verkaufter Tonträger in Asien eine der berühmtesten japanischen Bands. Ihre Musik wird hauptsächlich durch Folk und die Beatles sowie von Hard-Rock beeinflusst. Sie waren die ersten japanischen Künstler, die auf MTV auftraten. Inzwischen haben Chage und Aska bedeutende Solokarrieren entwickelt.

## Diskografie
Ihr erster Hit war 1980 Banri no Kawa. Ihren Durchbruch schaffte die Band 1991 mit Hajimari wa Itsumo Ame. 1994 machten sie die Musik zu Street Fighter (Something there) und 1995 ihr von Hayao Miyazaki produziertes Musikvideo (On Your Mark).

### Studioalben
| Jahr | Titel                                                                              | Höchstplatzierung, Gesamtwochen, AuszeichnungChartsChartplatzierungen (Jahr, Titel, Platzierungen, Wochen, Auszeichnungen, Anmerkungen) | Anmerkungen                              |
| Jahr | Titel                                                                              | JP | Anmerkungen                              |
| ---- | ---------------------------------------------------------------------------------- | --- | ---------------------------------------- |
| 1980 | Kazemai (風舞) Wind Dance                                                          | JP210 (1 Wo.)JP | Erstveröffentlichung: 25. April 1980     |
| 1981 | Neppū (熱風) The Hot Wind                                                          | JP222 (1 Wo.)JP | Erstveröffentlichung: 25. Februar 1981   |
| 1982 | Tasogare no Kishi (黄昏の騎士) The Knight of Twilight                              | JP227 (1 Wo.)JP | Erstveröffentlichung: 14. Februar 1982   |
| 1983 | Chage and Asuka IV: 21 Seiki (Chage&Asuka IV -21世紀-) Chage and Asuka: 21 Century | JP247 (1 Wo.)JP | Erstveröffentlichung: 29. Juni 1983      |
| 1984 | Inside                                                                             | JP283 (1 Wo.)JP | Erstveröffentlichung: 25. März 1984      |
| 1985 | Z=One                                                                              | JP285 (1 Wo.)JP | Erstveröffentlichung: 25. Januar 1985    |
| 1986 | Turning Point                                                                      | — | Erstveröffentlichung: 21. April 1986     |
| 1986 | Mix Blood                                                                          | — | Erstveröffentlichung: 21. September 1986 |
| 1987 | Mr. Asia                                                                           | JP262 (1 Wo.)JP | Erstveröffentlichung: 21. Mai 1987       |
| 1988 | Rhapsody                                                                           | JP251 (1 Wo.)JP | Erstveröffentlichung: 5. März 1988       |
| 1988 | Energy                                                                             | JP257 (1 Wo.)JP | Erstveröffentlichung: 21. November 1988  |
| 1989 | Pride                                                                              | JP1 Platin · (39 Wo.)JP | Erstveröffentlichung: 25. August 1989    |
| 1990 | See Ya                                                                             | JP4 Platin · (62 Wo.)JP | Erstveröffentlichung: 29. August 1990    |
| 1991 | Tree                                                                               | JP1 ×2Doppeldiamant · (37 Wo.)JP | Erstveröffentlichung: 10. Oktober 1991   |
| 1992 | Guys                                                                               | JP1 ×3Dreifachplatin · (28 Wo.)JP | Erstveröffentlichung: 7. November 1992   |
| 1993 | Red Hill                                                                           | JP1 ×4Vierfachplatin · (29 Wo.)JP | Erstveröffentlichung: 10. Oktober 1993   |
| 1995 | Code Name 1 Brother Sun                                                            | JP1 ×2Doppelplatin · (12 Wo.)JP | Erstveröffentlichung: 28. Juni 1995      |
| 1996 | Code Name 2 Sister Moon                                                            | JP2 Platin · (10 Wo.)JP | Erstveröffentlichung: 22. April 1996     |
| 1999 | No Doubt                                                                           | JP1 Gold · (8 Wo.)JP | Erstveröffentlichung: 25. August 1999    |
| 2001 | Not At All                                                                         | JP10 (6 Wo.)JP | Erstveröffentlichung: 27. Dezember 2001  |
| 2007 | Double                                                                             | JP4 (6 Wo.)JP | Erstveröffentlichung: 24. Januar 2007    |

grau schraffiert: keine Chartdaten aus diesem Jahr verfügbar

### Livealben
| Jahr | Titel                                          | Höchstplatzierung, Gesamtwochen, AuszeichnungChartsChartplatzierungen (Jahr, Titel, Platzierungen, Wochen, Auszeichnungen, Anmerkungen) | Anmerkungen                              |
| Jahr | Titel                                          | JP | Anmerkungen                              |
| ---- | ---------------------------------------------- | --- | ---------------------------------------- |
| 1981 | Live in Dennen Coliseum: The Natsu Matsuri ’81 | JP36 (2 Wo.)JP | Erstveröffentlichung: 10. September 1981 |
| 1983 | 1983.9.30 Chage & Asuka Live in Yoyogi Stadium | JP57 (2 Wo.)JP | Erstveröffentlichung: 16. November 1983  |
| 1996 | MTV Unplugged Live                             | JP1 Gold · (6 Wo.)JP | Erstveröffentlichung: 7. Oktober 1996    |

grau schraffiert: keine Chartdaten aus diesem Jahr verfügbar

### Kompilationen
| Jahr | Titel                                    | Höchstplatzierung, Gesamtwochen, AuszeichnungChartsChartplatzierungen (Jahr, Titel, Platzierungen, Wochen, Auszeichnungen, Anmerkungen) | Anmerkungen                             |
| Jahr | Titel                                    | JP | Anmerkungen                             |
| ---- | ---------------------------------------- | --- | --------------------------------------- |
| 1985 | Standing Ovation                         | JP262 (1 Wo.)JP | Erstveröffentlichung: 5. Dezember 1985  |
| 1987 | Super Best                               | JP15 Platin · (101 Wo.)JP | Erstveröffentlichung: 5. März 1987      |
| 1990 | The Story of Ballad                      | JP2 Gold · (14 Wo.)JP | Erstveröffentlichung: 7. Februar 1990   |
| 1992 | Super Best II                            | JP1 ×7Siebenfachplatin · (58 Wo.)JP | Erstveröffentlichung: 25. März 1992     |
| 1994 | Yin and Yang                             | JP1 Platin · (13 Wo.)JP | Erstveröffentlichung: 25. August 1994   |
| 1999 | Chage & Aska Very Best Roll Over 20th    | JP2 Platin · (13 Wo.)JP | Erstveröffentlichung: 16. Dezember 1999 |
| 2004 | The Story of Ballad II                   | JP22 (5 Wo.)JP | Erstveröffentlichung: 3. November 2004  |
| 2009 | Chage and Aska Very Best Nothing But C&A | JP2 (8 Wo.)JP | Erstveröffentlichung: 4. Februar 2009   |

grau schraffiert: keine Chartdaten aus diesem Jahr verfügbar

### Soundtracks
| Jahr | Titel      | Höchstplatzierung, Gesamtwochen, AuszeichnungChartsChartplatzierungen (Jahr, Titel, Platzierungen, Wochen, Auszeichnungen, Anmerkungen) | Anmerkungen                        |
| Jahr | Titel      | JP | Anmerkungen                        |
| ---- | ---------- | --- | ---------------------------------- |
| 1982 | Atsui Omoi | JP236 (1 Wo.)JP | Erstveröffentlichung: 25. Mai 1982 |

grau schraffiert: keine Chartdaten aus diesem Jahr verfügbar

### Coveralben
| Jahr | Titel | Höchstplatzierung, Gesamtwochen, AuszeichnungChartsChartplatzierungen (Jahr, Titel, Platzierungen, Wochen, Auszeichnungen, Anmerkungen) | Anmerkungen                             |
| Jahr | Titel | JP | Anmerkungen                             |
| ---- | ----- | --- | --------------------------------------- |
| 2002 | Stamp | JP1 (10 Wo.)JP | Erstveröffentlichung: 20. November 2002 |

### EPs
| Jahr | Titel     | Höchstplatzierung, Gesamtwochen, AuszeichnungChartsChartplatzierungen (Jahr, Titel, Platzierungen, Wochen, Auszeichnungen, Anmerkungen) | Anmerkungen                            |
| Jahr | Titel     | JP | Anmerkungen                            |
| ---- | --------- | --- | -------------------------------------- |
| 1986 | Snow Mail | JP65 (3 Wo.)JP | Erstveröffentlichung: 5. Dezember 1986 |

grau schraffiert: keine Chartdaten aus diesem Jahr verfügbar

### Singles
| Jahr | Titel Album | Höchstplatzierung, Gesamtwochen, AuszeichnungChartsChartplatzierungen (Jahr, Titel, Album, Platzierungen, Wochen, Auszeichnungen, Anmerkungen) | Anmerkungen                                                          |
| Jahr | Titel Album | JP | Anmerkungen                                                          |
| ---- | --- | --- | -------------------------------------------------------------------- |
| 1979 | Hitorizaki (ひとり咲き) Blooming Alone Kazemai                                                                                     | — | Erstveröffentlichung: 1979                                           |
| 1980 | Rurenjōka (流恋情歌) Flowing Love Song Kazemai                                                                                     | — | Erstveröffentlichung: 1980                                           |
| 1980 | Banri no Kawa (万里の河) Ten Thousand Mile River Neppū                                                                             | — | Erstveröffentlichung: 1980                                           |
| 1981 | Tabibito (放浪人) Traveler Tasogare no Kishi                                                                                       | — | Erstveröffentlichung: 1981                                           |
| 1981 | Otoko to Onna (男と女) Man and Woman Tasogare no Kishi                                                                             | — | Erstveröffentlichung: 1981                                           |
| 1982 | Atsui Omoi (熱い想い) Hot Feelings Atsui Omoi                                                                                      | — | Erstveröffentlichung: 1982                                           |
| 1982 | Kita Kaze Monogatari (北風物語) Story of the North Wind Atsui Omoi                                                                 | — | Erstveröffentlichung: 1982                                           |
| 1983 | Marionette (マリオネット) Marionetto Chage and Asuka IV: 21 Seiki                                                                  | — | Erstveröffentlichung: 1983                                           |
| 1983 | Hanayaka ni Kizutsuite (華やかに傷ついて) Vibrantly in Pain Inside                                                                 | — | Erstveröffentlichung: 1983                                           |
| 1984 | Moon Light Blues Inside | — | Erstveröffentlichung: 1984                                           |
| 1984 | Target (標的(ターゲット)) Tāgetto Z=One                                                                                            | — | Erstveröffentlichung: 1984                                           |
| 1985 | Yūwaku no Bell ga Naru (誘惑のベルが鳴る) The Bell of Temptation Is Ringing Z=One                                                  | — | Erstveröffentlichung: 1985                                           |
| 1985 | Only Lonely (オンリー・ロンリー) Onrī Ronrī Z=One                                                                                  | — | Erstveröffentlichung: 1985                                           |
| 1986 | Morning Moon (モーニングムーン) Mōningu Mūn Turning Point                                                                          | — | Erstveröffentlichung: 1986                                           |
| 1986 | Tasogare o Matazuni (黄昏を待たずに) Not Waiting for the Twilight Mix Blood                                                        | — | Erstveröffentlichung: 1986                                           |
| 1986 | Count Down – | — | Erstveröffentlichung: 1986                                           |
| 1986 | Yubiwa ga Naita (指環が泣いた) The Ring Cried Mr. Asia                                                                             | — | Erstveröffentlichung: 1986                                           |
| 1987 | Sailor Man Mr. Asia | — | Erstveröffentlichung: 1987                                           |
| 1987 | Romancing Yard (ロマンシングヤード) Romanshingu Yādo Rhapsody                                                                      | — | Erstveröffentlichung: 1987                                           |
| 1988 | Koibito wa Wine-iro (恋人はワイン色) Lovers in Wine Red Rhapsody                                                                   | JP16 (11 Wo.)JP | Erstveröffentlichung: 5. Februar 1988                                |
| 1988 | Rhapsody (ラプソディ) Rapusodi Rhapsody                                                                                            | JP22 (6 Wo.)JP | Erstveröffentlichung: 21. Mai 1988                                   |
| 1988 | Trip Energy | JP14 (5 Wo.)JP | Erstveröffentlichung: 5. Oktober 1988                                |
| 1989 | Walk Pride | JP20 (5 Wo.)JP | Erstveröffentlichung: 8. März 1989                                   |
| 1989 | Love Song Pride | JP20 (9 Wo.)JP | Erstveröffentlichung: 21. Juni 1989                                  |
| 1990 | Do Ya Do See Ya | JP10 (8 Wo.)JP | Erstveröffentlichung: 27. Juni 1990                                  |
| 1991 | Taiyō to Hokori no Naka de (太陽と埃の中で) In the Sun and the Dust See Ya                                                         | JP3 Platin · (63 Wo.)JP | Erstveröffentlichung: 30. Januar 1991                                |
| 1991 | Say Yes Tree | JP1 ×7Siebenfachplatin · (39 Wo.)JP | Erstveröffentlichung: 24. Juli 1991                                  |
| 1991 | Boku wa Kono Me de Uso o Tsuku (僕はこの瞳で嘘をつく) I Lie with These Eyes Tree                                                   | JP1 ×2Doppelplatin · (22 Wo.)JP | Erstveröffentlichung: 21. November 1991                              |
| 1992 | Walk (Re-Release) Super Best II | JP3 Gold · (15 Wo.)JP | Erstveröffentlichung: 25. März 1992                                  |
| 1992 | Love Song (Re-Release) Super Best II                                                                                               | JP1 Platin · (17 Wo.)JP | Erstveröffentlichung: 25. März 1992                                  |
| 1992 | If Guys | JP1 ×2Doppelplatin · (16 Wo.)JP | Erstveröffentlichung: 1. Juli 1992                                   |
| 1992 | No No Darlin’ Guys | JP2 Platin · (15 Wo.)JP | Erstveröffentlichung: 10. Oktober 1992                               |
| 1993 | Yah Yah Yah / Yume no Bannin (夢の番人) Dream Guard Red Hill                                                                       | JP1 ×2Doppeldiamant · (23 Wo.)JP | Erstveröffentlichung: 3. März 1993                                   |
| 1993 | Sons and Daughters (Soreyori Boku ga Tsutaetai no wa) (それより僕が伝えたいのは) More Than That, What I Want to Say Is... Red Hill | JP1 ×2Doppelplatin · (11 Wo.)JP | Erstveröffentlichung: 20. August 1993                                |
| 1993 | You Are Free Red Hill | JP5 Platin · (10 Wo.)JP | Erstveröffentlichung: 19. November 1993                              |
| 1993 | Naze ni Kimi wa Kaeranai (なぜに君は帰らない) Why Don’t You Return Red Hill                                                        | JP4 Platin · (11 Wo.)JP | Erstveröffentlichung: 19. November 1993                              |
| 1994 | Heart / Natural / On Your Mark Code Name. 1 Brother Sun / Code Name. 2 Sister Moon                                                 | JP1 ×2Doppelplatin · (15 Wo.)JP | Erstveröffentlichung: 3. August 1994                                 |
| 1994 | Meguriai (めぐり逢い) Meeting by Chance Code Name. 1 Brother Sun                                                                   | JP1 Diamant · (13 Wo.)JP | Erstveröffentlichung: 16. November 1994                              |
| 1995 | Something There Code Name. 1 Brother Sun                                                                                           | JP2 Platin · (10 Wo.)JP | Erstveröffentlichung: 10. Mai 1995                                   |
| 1996 | River Code Name. 2 Sister Moon | JP2 Platin · (8 Wo.)JP | Erstveröffentlichung: 19. Februar 1996                               |
| 1999 | Kono Ai no Tame ni (この愛のために) For this Love / Vision No Doubt                                                                | JP3 Gold · (5 Wo.)JP | Erstveröffentlichung: 10. März 1999                                  |
| 1999 | Mure (群れ) Crowd No Doubt | JP7 (4 Wo.)JP | Erstveröffentlichung: 9. Juni 1999                                   |
| 2001 | Rocket no Ki no Shita de (ロケットの樹の下で) Under the Rocket Tree Not At All                                                     | JP8 (4 Wo.)JP | Erstveröffentlichung: 25. April 2001                                 |
| 2001 | Parachute no Heya de (パラシュートの部屋で) In the Parachute Room Not At All                                                       | JP6 (4 Wo.)JP | Erstveröffentlichung: 8. August 2001                                 |
| 2001 | C-46 Not At All | JP6 (5 Wo.)JP | Erstveröffentlichung: 19. September 2001                             |
| 2001 | Yume no Tsubute (夢の飛礫) Dream Throwing Stone Not At All                                                                         | JP9 (3 Wo.)JP | Erstveröffentlichung: 28. November 2001                              |
| 2004 | Seamless Singles – | JP13 (6 Wo.)JP | Erstveröffentlichung: 7. April 2004                                  |
| 2004 | 36-dosen (1995 Natsu) (36度線 -1995夏-) Sanjūroku-dosen Senkyūhyakukyūjūgo Natsu, 36th Parallel (Summer 1995) Double               | JP6 (6 Wo.)JP | Erstveröffentlichung: 25. August 2004                                |
| 2004 | Boku wa Music (僕はMusic) I Am Music Double                                                                                        | JP7 (6 Wo.)JP | Erstveröffentlichung: 8. Dezember 2004                               |
| 2007 | Man and Woman Double | JP2 (4 Wo.)JP | Erstveröffentlichung: 10. Januar 2007 limitiert auf 30.000 Einheiten |
| 2007 | Here & There Double | JP3 (4 Wo.)JP | Erstveröffentlichung: 10. Januar 2007 limitiert auf 30.000 Einheiten |

### Videoalben
| Jahr | Titel | Höchstplatzierung, Gesamtwochen, AuszeichnungChartsChartplatzierungen (Jahr, Titel, Platzierungen, Wochen, Auszeichnungen, Anmerkungen) | Anmerkungen                              |
| Jahr | Titel | JP | Anmerkungen                              |
| ---- | --- | --- | ---------------------------------------- |
| 1983 | The Natsu Matsuri: Chage & Asuka Osakajō Live (The 夏祭り チャゲ&飛鳥 大阪城Live)                                                         | — | Erstveröffentlichung: 1. Juli 1983       |
| 1984 | Good Times 1983.9.30 Kokuritsu Yoyogi Kyōgijō Live (Good Times 1983.9.30 国立代々木競技場Live)                                            | — | Erstveröffentlichung: 1. April 1984      |
| 1986 | One Side Game Chage & Asuka in Yokohama Stadium                                                                                           | — | Erstveröffentlichung: 21. Oktober 1986   |
| 1989 | Walk | — | Erstveröffentlichung: 21. März 1989      |
| 1989 | Chage & Asuka History I: 10 Years After                                                                                                   | — | Erstveröffentlichung: 6. September 1989  |
| 1990 | Chage & Asuka History II: Pride | — | Erstveröffentlichung: 7. März 1990       |
| 1991 | Taiyō to Hokori no Naka de I (太陽と埃の中で I)                                                                                           | — | Erstveröffentlichung: 21. März 1991      |
| 1991 | Taiyō to Hokori no Naka de II (太陽と埃の中で II)                                                                                         | — | Erstveröffentlichung: 21. März 1991      |
| 1993 | Concert Movie Guys | — | Erstveröffentlichung: 24. März 1993      |
| 1994 | 15th Anniversary On Your Mark | — | Erstveröffentlichung: 21. September 1994 |
| 1996 | Asian Tour in Taipei | — | Erstveröffentlichung: 21. März 1996      |
| 1996 | Chage & Aska MTV Unplugged Live | — | Erstveröffentlichung: 18. Oktober 1996   |
| 1999 | Live Best 1995–1999 | JP7 (3 Wo.)JP | Erstveröffentlichung: 31. Dezember 1999  |
| 2000 | Sennenyaichiya Live: Fukuoka Dome Bokura ga Home (千年夜一夜ライブ 〜福岡ドーム 僕らがホーム〜)                                           | JP4 (2 Wo.)JP | Erstveröffentlichung: 12. Juli 2000      |
| 2002 | Chage and Aska Concert Tour 01>>02 Not At All                                                                                             | JP5 (3 Wo.)JP | Erstveröffentlichung: 24. April 2002     |
| 2003 | Music on Films | JP7 (2 Wo.)JP | Erstveröffentlichung: 12. März 2003      |
| 2003 | Chage and Aska Concert Tour 02-03 The Live                                                                                                | JP3 (7 Wo.)JP | Erstveröffentlichung: 6. August 2003     |
| 2004 | Chage and Aska Count Down Live 03>>04 in Sapporo Dome                                                                                     | JP6 (7 Wo.)JP | Erstveröffentlichung: 31. März 2004      |
| 2004 | 36度線-1995 夏- | JP12 (4 Wo.)JP | Erstveröffentlichung: 22. September 2004 |
| 2005 | Chage and Aska 25th Anniversary Special: Chage & Asuka Neppū Concert (Chage and Aska 25th Anniversary Special チャゲ&飛鳥 熱風コンサート) | JP9 (5 Wo.)JP | Erstveröffentlichung: 23. März 2005      |
| 2006 | Chage and Aska Concert Tour 2004 Two-Five                                                                                                 | JP20 (3 Wo.)JP | Erstveröffentlichung: 1. Februar 2006    |
| 2007 | Double DVD | JP8 (3 Wo.)JP | Erstveröffentlichung: 24. Januar 2007    |
| 2007 | Chage and Aska Concert Tour 2007 Double                                                                                                   | JP3 (6 Wo.)JP | Erstveröffentlichung: 29. August 2007    |
| 2008 | Chage and Aska Concert Tour 2007 Alive in Live                                                                                            | JP5 (6 Wo.)JP | Erstveröffentlichung: 7. Mai 2008        |
| 2009 | Chage and Aska Concert Live DVD Box 1 | JP17 (2 Wo.)JP | Erstveröffentlichung: 26. August 2009    |
| 2009 | Chage and Aska Concert Live DVD Box 2 | JP10 (2 Wo.)JP | Erstveröffentlichung: 23. September 2009 |
| 2009 | Chage and Aska Concert Live DVD Box 3 | JP9 (2 Wo.)JP | Erstveröffentlichung: 23. September 2009 |
| 2012 | Chage and Aska Yume no Bannin Special Events 1993 Guys (Chage and Aska 夢の番人 Special Event 1993 Guys)                                  | — | Erstveröffentlichung: 25. April 2012     |

grau schraffiert: keine Chartdaten aus diesem Jahr verfügbar

### Boxsets
| Jahr | Titel                                                 | Höchstplatzierung, Gesamtwochen, AuszeichnungChartsChartplatzierungen (Jahr, Titel, Platzierungen, Wochen, Auszeichnungen, Anmerkungen) | Anmerkungen                                                |
| Jahr | Titel                                                 | JP | Anmerkungen                                                |
| ---- | ----------------------------------------------------- | --- | ---------------------------------------------------------- |
| 1993 | Chage & Aska The Longest Tour Memorial                | — | Erstveröffentlichung: 17. Dezember 1993                    |
| 1994 | Super Best Box Single History 1979–1994 and Snow Mail | JP1 Gold · (5 Wo.)JP | Erstveröffentlichung: 16. Dezember 1994 Boxset-Kompilation |
| 2004 | Chage and Aska 25th Anniversary Box-1                 | — | Erstveröffentlichung: 23. Juni 2004 Boxset-Kompilation     |
| 2004 | Chage and Aska 25th Anniversary Box-2                 | JP50 (2 Wo.)JP | Erstveröffentlichung: 28. Juli 2004 Boxset-Kompilation     |
| 2004 | Chage and Aska 25th Anniversary Box-3                 | JP42 (2 Wo.)JP | Erstveröffentlichung: 25. August 2004 Boxset-Kompilation   |

### Auszeichnungen für Musikverkäufe
Anmerkung: Auszeichnungen in Ländern aus den Charttabellen bzw. Chartboxen sind in ebendiesen zu finden.
| Land/RegionAuszeichnungen für Musikverkäufe (Land/Region, Auszeichnungen, Verkäufe, Quellen) | Gold     | Platin       | Diamant     | Verkäufe   | Quellen    |
| -------------------------------------------------------------------------------------------- | -------- | ------------ | ----------- | ---------- | ---------- |
| Japan (RIAJ)                                                                                 | 6× Gold6 | 44× Platin44 | 5× Diamant5 | 23.800.000 | riaj.or.jp |
| Insgesamt                                                                                    | 6× Gold6 | 44× Platin44 | 5× Diamant5 |            |            |